# Ruhmannsfelden
Ruhmannsfelden è un comune tedesco di 2 070 abitanti, situato nel land della Baviera.

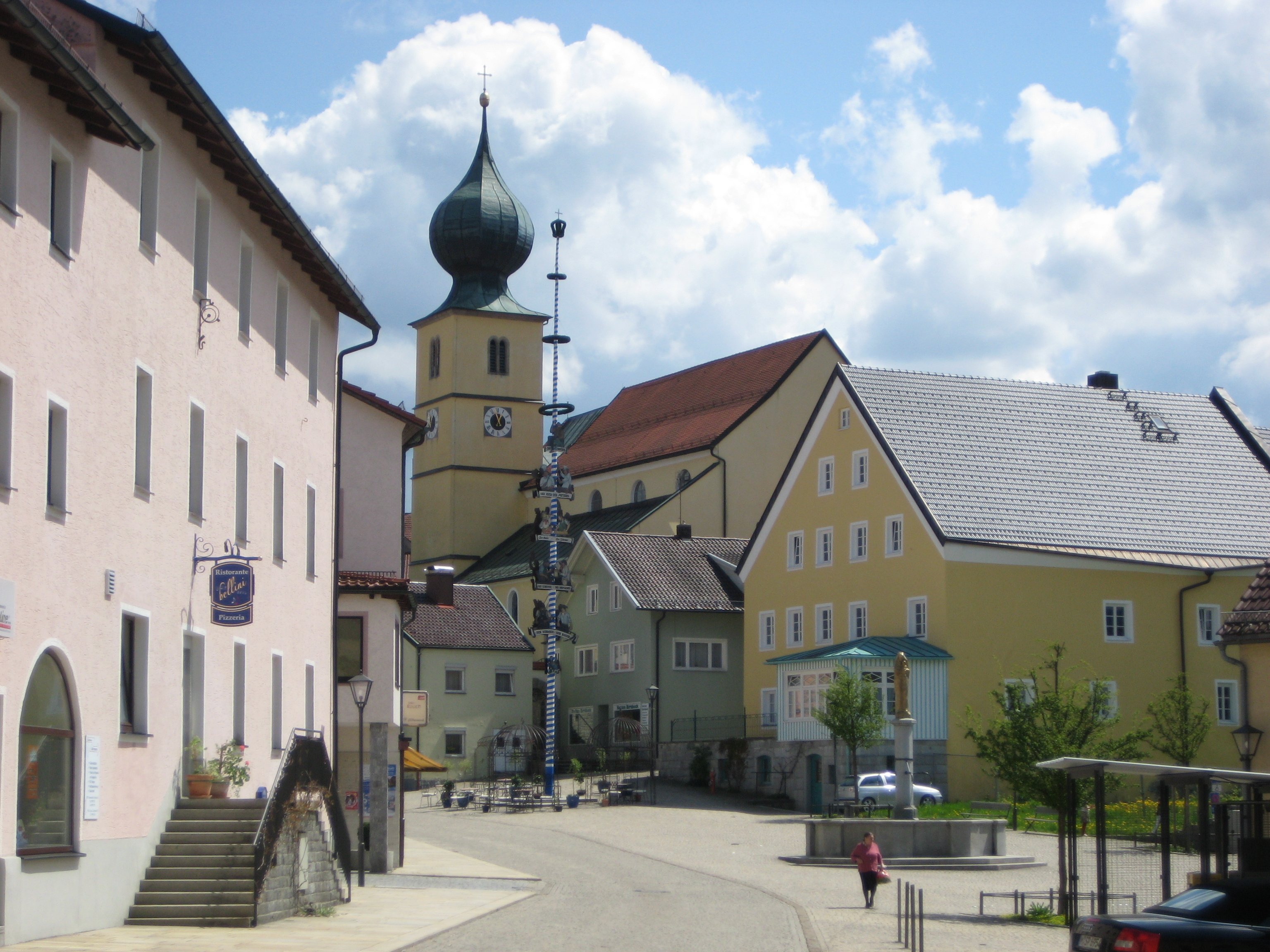
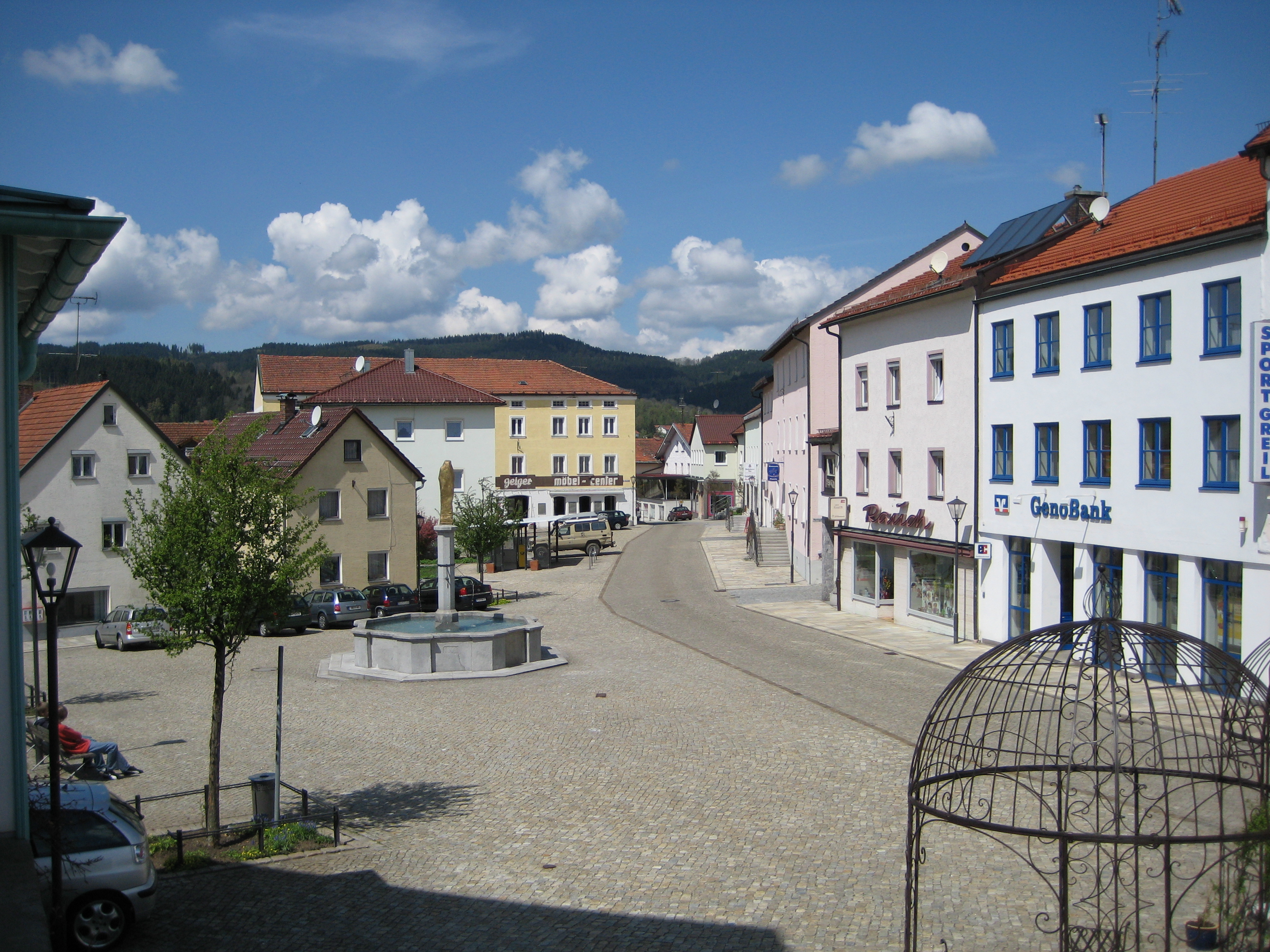
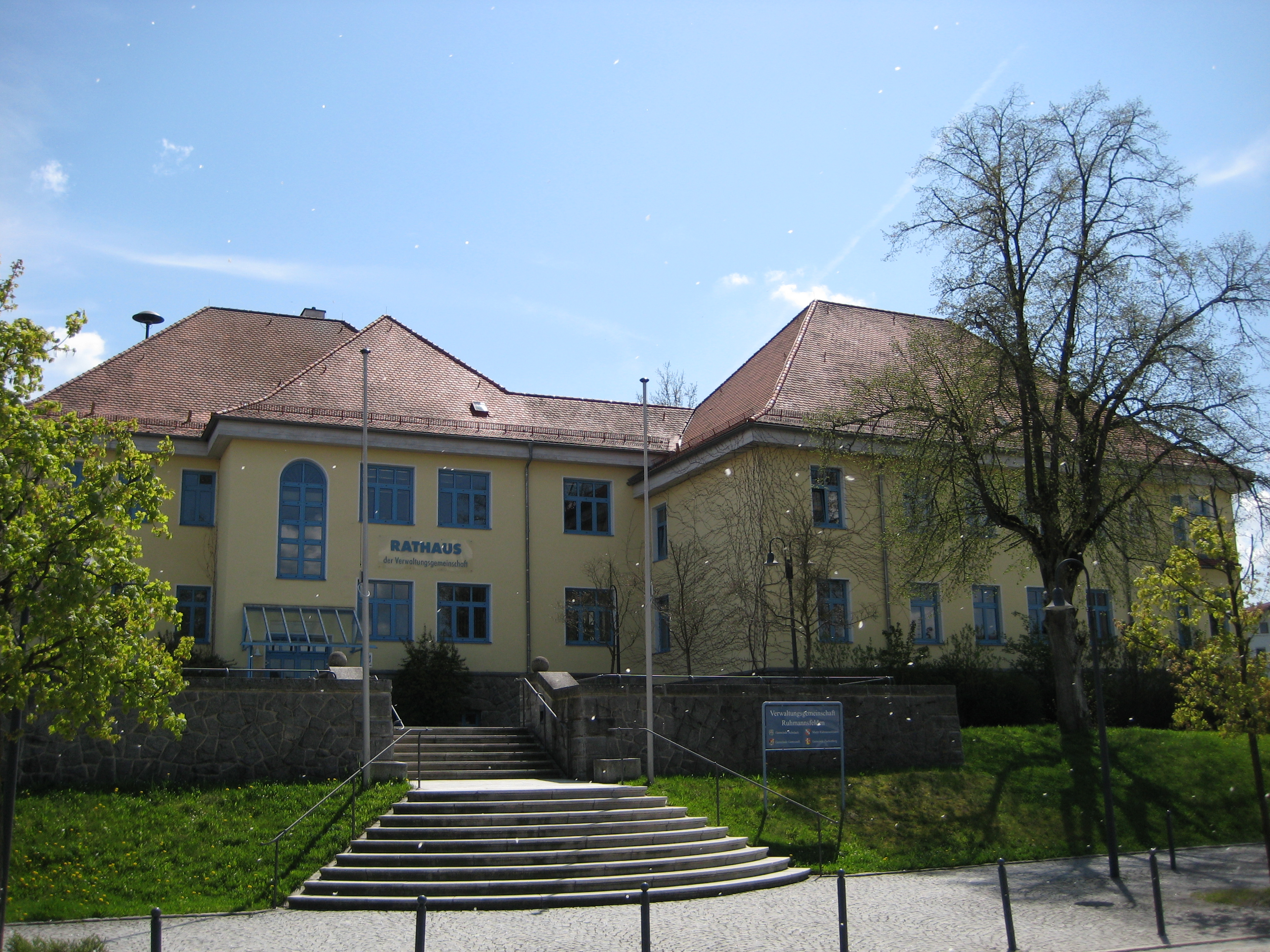
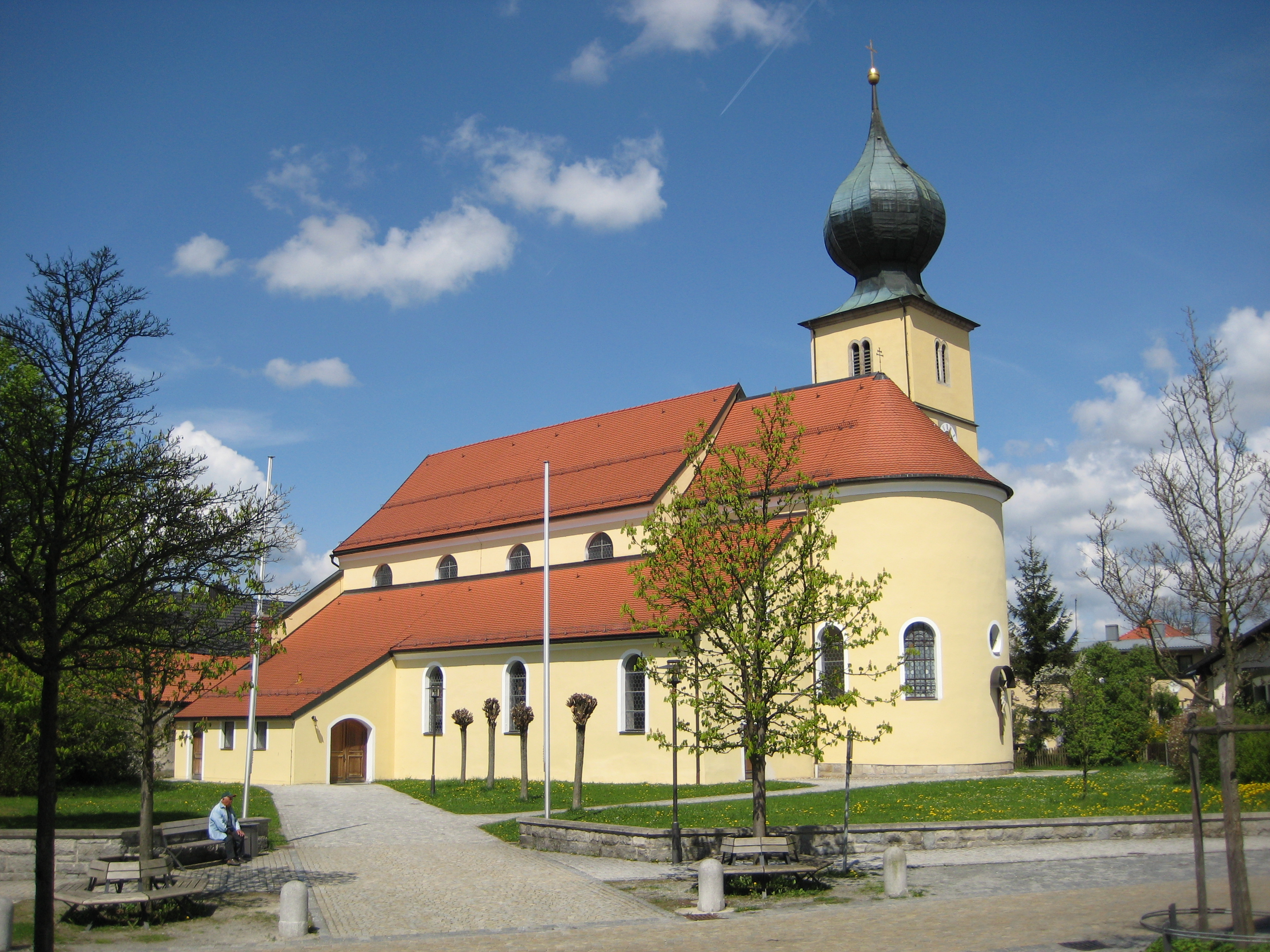